# ايفات فالنسيانو
ايفات فالنسيانو (بالإسبانية: Iván Valenciano) (مواليد 18 مارس 1972) هو لاعب كرة قدم متقاعد. لعب مع منتخب كولومبيا لكرة القدم. سبق له أن لعب في كأس العالم لكرة القدم مع منتخب بلاده.

## روابط خارجية
- ايفات فالنسيانو على موقع الاتحاد الدولي (مؤرشف)  (الإنجليزية)
- ايفات فالنسيانو على موقع قاعدة بيانات كرة القدم.إي يو (الإنجليزية)
- ايفات فالنسيانو على موقع ناشيونال فوتبول تيمز (الإنجليزية)
- ايفات فالنسيانو على موقع Soccerway.com (الإنجليزية)
- ايفات فالنسيانو على موقع عالم كرة القدم.نت (الإنجليزية)
- ايفات فالنسيانو على موقع أوليمبيديا (الإنجليزية)